# Maria Mendes II de Sousa
Maria Mendes II de Sousa  (1230(?) - antes de 1285 (?)) foi uma senhora nobre do Reino de Portugal. 

## Vida
Maria nasceu em 1230, no seio de uma das mais importantes famílias aristocráticas de Portugal, os Sousas. Maria era filha de Mem Garcia de Sousa e Teresa Anes de Lima, e, na sua condição feminina, teria pouco relevo na história da família, pelo menos não antes do casamento.
A chefia da Casa de Sousa recaíra no seu pai, Mem Garcia de Sousa, após a morte do tio deste, Gonçalo Mendes II sem descendência em 1243. 
O seu pai teve várias filhas, mas produziu também um varão, Gonçalo Mendes III de Sousa, que herdou o título após a morte daquele em 1255. O irmão exerceu cargos na corte, como tenente de Panóias (1256-1262) e Évora (1261-1262). Porém Gonçalo demonstrou desde cedo um comportamento muito violento e sobretudo desregrado, do qual é uma prova clara a violação de que a própria Maria foi vítima, entre outros episódios. Desta forma, acaba Gonçalo Mendes III exilado da corte em 1262, sendo simultaneamente deserdado e excluído da família, saindo do Reino, conjuntamente com Fernão Lopes Gato. Neste episódio da violação, narrado no Livro Velho de Linhagens, é mencionadoː que se foi com dom Gonçalo Meendez aalem mar, quando roussou dona Maria Meendez sa irmãa. Não se sabe se alguma vez retornou. Com esta desonra, a chefia da Casa sai da linhagem de Maria e passa para a linhagem do terceiro filho de Mendo Gonçalves I de Sousa (após Gonçalo Mendes II e Garcia Mendes), João Garcia de Sousa O Pinto, que à semelhança de Garcia, estava morto (falecera em 1254) e portanto a chefia coube ao seu filho primogénito, Estêvão Anes de Sousa, cargo que terá possivelmente partilhado com o tio, Gonçalo Garcia de Sousa.
Por volta de 1250 (?), Maria casa com Lourenço Soares de Valadares (f.1298), filho de Soeiro Aires de Valadares e de sua esposa Estevainha Ponces de Baião.
Não se conhece ao certo a data de morte de Maria. O mais certo será no entanto a sua morte ser anterior à do seu tio Gonçalo Garcia (1285), uma vez que para a reclamação dos bens deste se fez representar já pela sua filha, Inês Lourenço.

## Casamento e descendência
Por volta de 1250 (?), Maria casa com Lourenço Soares de Valadares (f.1298), filho de Soeiro Aires de Valadares e de sua esposa Estevainha Ponces de Baião.. O casal teve uma filhaː
- Inês Lourenço de Valadares, c.c. Martim Afonso Chichorro,[5] filho bastardo de Afonso III de Portugal.

A união da filha com um membro da família real, ainda que bastardo, bastou para que todo o património passasse, embora não diretamente para a Coroa de Portugal. O mesmo acontecia com a sua irmã Constançaː o casamento desta com Pedro Anes de Portel, a falta de descendência dos seus filhos varões e o casamento das filhas do casal com bastardos de Afonso III e Dinis I, levou todo o património de Constança para a família real.
Desta forma a Casa de Sousa viu-se prolongada por duas mulheres, duas irmãs, Constança e Maria, que deram origem a dois ramos da Casa de Sousa, e que eram simultanemente dois ramos da Casa Realː a Casa de Sousa-Arronches, descendente de Constança Mendes, e a Casa de Sousa-Prado, descendente de Maria Mendes.